# Kruskal-Szekeres-Koordinaten

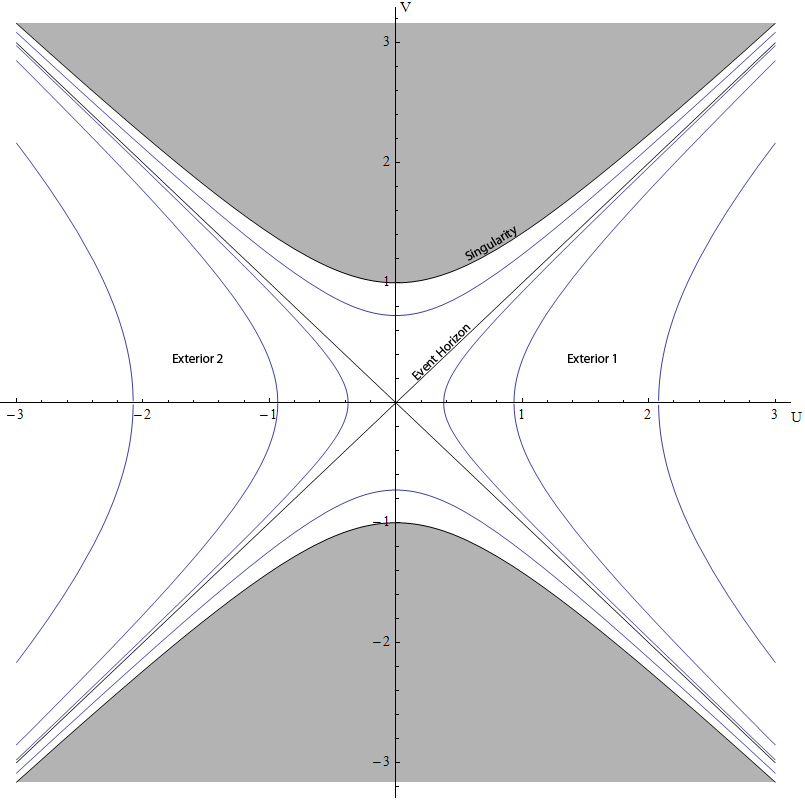
Kruskal-Diagramm. In der Animation unten repräsentiert jede blaue Hyperbel eine Position bei konstantem Radius. Der Ereignishorizont entspricht den eingezeichneten Diagonalen. Dort ist die Metrik nicht singulär. Die Hyperbeln verschwinden vielmehr erst an den Grenzen des schraffierten Bereichs. Dem schraffierten Bereich oben entspricht in den Schwarzschild-Koordinaten die gesamte Singularität eines sog. Schwarzen Loches bei r=0.

Kruskal-Diagramm – Animation.

Kruskal-Szekeres-Koordinaten, eingeführt von Martin Kruskal und George Szekeres, sind Koordinaten für die Schwarzschild-Metrik, die Metrik, die den Außenraum einer kugelsymmetrischen, nicht rotierenden und elektrisch neutralen Massenverteilung beschreibt.
Im Gegensatz zu den hierfür oft verwendeten Schwarzschild-Koordinaten werden die Kruskal-Szekeres-Koordinaten am Ereignishorizont ({\displaystyle r=2M}) nicht singulär und werden deswegen gerne für die Beschreibung Schwarzer Löcher eingesetzt (präziser: für die Beschreibung durch mitbewegte, interne Beobachter im Gegensatz zu externen Beobachtern, die zum Beispiel im Außenbereich an einen Stern „fixiert“ sind.).

## Darstellung
In den folgenden Formeln wird vereinfachend für die Gravitationskonstante {\displaystyle G} und die Lichtgeschwindigkeit {\displaystyle c} jeweils der Wert {\displaystyle 1} angesetzt; {\displaystyle M} sei die Masse des Zentralkörpers. Das Linienelement der Schwarzschild-Metrik in Kruskal-Szekeres-Koordinaten lautet dann:
{\displaystyle ds^{2}=(32M^{3}/r)\,e^{-r/2M}\,(-dv^{2}+du^{2})+r^{2}(d\theta ^{2}+\sin ^{2}\theta \,d\phi ^{2})}.
{\displaystyle r} ist gleich dem {\displaystyle r} der Schwarzschild-Koordinaten und implizit gegeben durch:
{\displaystyle \left({\frac {r}{2M}}-1\right)\,e^{r/2M}=u^{2}-v^{2}}
{\displaystyle u} und {\displaystyle v} ergeben sich aus den Schwarzschild-Koordinaten {\displaystyle t} und {\displaystyle r} durch:
{\displaystyle u=x\,\cosh(t/4M)} und {\displaystyle v=x\,\sinh(t/4M)}, wobei {\displaystyle x={\sqrt {{\frac {r}{2M}}-1}}\,e^{r/4M}} für {\displaystyle r\geq 2M} (d. h. im Außenraum),
{\displaystyle u=x\,\sinh(t/4M)} und {\displaystyle v=x\,\cosh(t/4M)}, wobei {\displaystyle x={\sqrt {1-{\frac {r}{2M}}}}\,e^{r/4M}} für {\displaystyle r<2M} (d. h. im Innenraum).
Außen- und Innenraum sind ersichtlich über die Diagonalen hinweg „nahtlos“ miteinander verbunden. Der Ausdruck {\displaystyle -ds^{2}/c^{2}} entspricht der mit einer mitgeführten Uhr gemessenen Eigenzeit.

## Forschungsgeschichte
Die Kruskal-Szekeres-Koordinaten wurden von Martin Kruskal Mitte der 1950er Jahre gefunden, aber erst um 1959 durch John Archibald Wheeler bekannt gemacht. George Szekeres fand sie 1961. Unabhängig wurden sie auch von Christian Fronsdal 1959 gefunden sowie von David Finkelstein.